# معراتة (عفرين)
معراتة (بالكردية: Maratê‏) هي قرية سوريّة تتبع إداريّاً لمحافظة حلب منطقة عفرين ناحية مركز عفرين، بلغ تعداد سكانها 1,134 نسمة حسب التعداد السكاني لعام 2004، و4671 نسمة حسب قيود السجل المدني لنهاية عام 2005.